# Letopisi mojstra Jana
Letopisi mojsta Jana ali Jan Jingovi letopisi (kitajsko 晏子春秋, Jandzi čunčju)  so starodavno besedilo iz obdobja vojskujočih se držav (475–221 pr. n. št.). Letopisi vsebujejo zgodbe, govore in poročila, ki se pripisujejo Jan Jingu, slavnemu uradniku države Či in vojvode Džinga iz Čija (vladal 547–489 pr. n. št.).
V zbirki je 215 zgodb, razvrščenih v osem poglavij. Prvih šest poglavij vsebuje poročila o prigovarjanju Jan Jinga vladarjem, ki jim je služil. Sedmo poglavje vsebuje različice zgodb iz prvih šestih poglavij, osmo poglavje pa vsebuje protikonfucijanska besedila, ki jih je sestavil Liu Šjang, cesarski knjižničar dinastije Han. Različica Letopisov iz  poznega 1. stoletju pr. n. št. velja za neskladno s kitajsko klasiko. Jandzi čunčju vključuje teme iz konfucijanstva in mohizma in se ne prilega nobeni posamezni filozofski tradiciji.  

## Zgodovina
Prva omemba Jandzi čunčjuja je v 62. poglavju Zapisov velikega zgodovinarja (史記, Šidži) avtorja Sima Čjana iz poznega 2. stoletja pr. n. št. Zapisi so prva od 24 kitajskih dinastičnih zgodovin. Sima Čjan navaja, da so imeli kopije Jandzi čunčjuja številni učenjaki iz njegove generacije, ne omenja pa nobenega avtorja. Sodobne raziskave kažejo, da je Jandzi čunčju v starih časih krožil v več različicah in zbirkah. V poznem 1. stoletju pr. n. št. je Liu Šjang, cesarski knjižničar dinastije Han, uredil skupno trideset poglavij Jandzi čunčuja, ki tvorijo sodobno besedilo.
Leta 1972 so v grobnici dinastije Han blizu mesta Linji v provinci Šandong odkrili velik zaklad bambusnih ploščic, znan kot ploščice Jinčešan Hana. Na ploščicah iz zgodnjega 2. stoletja pr. n. št. je zapisanih tudi 18 zgodb iz Jandzi čunčuja, kar potrjuje zgodovinska poročila o njegovem zgodnjem obstoju.

## Vira
- Durrant, Stephen W. (1993). »Yen tzu ch'un ch'iu 晏子春秋«.  V Loewe, Michael (ur.). Early Chinese Texts: A Bibliographical Guide. Berkeley: Society for the Study of Early China; Institute for East Asian Studies, University of California, Berkeley. str. 483–89. ISBN 1-55729-043-1.
- Shih, Hsiang-lin (2014). »Yanzi chunqiu 晏子春秋 (Annals of Master Yan)«.  V Knechtges, David R.; Chang, Taiping (ur.). Ancient and Early Medieval Chinese Literature: A Reference Guide, Part Three. Leiden: Brill. str. 1868–73. ISBN 978-90-04-27216-3.